# Asendorf (powiat Harburg)
Asendorf – miejscowość i gmina położona w niemieckim kraju związkowym Dolna Saksonia, w powiecie Harburg, wchodzi w skład gminy zbiorowej Hanstedt. Leży ok. 30 km na południe od Hamburga na północnym krańcu Pustaci Lüneburskiej.
Do gminy należą dzielnice Asendorf i Dierkshausen.